# Edward Sabine
Sir Edward Sabine (14. října 1788, Dublin, Irsko – 26. června 1883, Richmond upon Thames, Surrey) byl irský astronom.

## Život
Byl synem Josepha Sabineho. Jeho nejstarší bratr Joseph Sabine (1770-1837) byl botanik.
V roce 1803 vstoupil Edward Sabine do Royal Military Academy ve Woolwichi.
Účastnil se řady expedic, především expedice k severozápadnímu průjezdu v roce 1818 s Johnem Rossem a Jamesem Clarkem Rossem a v letech 1819 až 1820 expedice s Williamem Edwardem Parrym. Zabýval se především měřením magnetického pole Země. V roce 1852 objevil souvislost mezi slunečními skvrnami a kolísáním magnetického pole.
Od roku 1845 byl Sabine zahraničním tajemníkem, od roku 1850 pokladníkem a v letech 1861 až 1871 prezidentem Royal Society. V období 1868 až 1877 byl členem komise pro míry a váhy.
V roce 1823 spoluzaložil Athenaeum Club.

## Ocenění
V roce 1821 obdržel Copleyho medaili a v roce 1849 Royal Medal.
Od roku 1869 je po něm pojmenován ostrov na východě Grónska, od roku 1935 také měsíční kráter Sabine v Moři klidu.